# Plipir
Plipir is een bestuurslaag in het regentschap Purworejo van de provincie Midden-Java, Indonesië. Plipir telt 846 inwoners (volkstelling 2010).